# معركة بصية
معركة البصية كانت معركة دبابات تم خوضها في الظلام قبل الفجر في يوم 26 فبراير 1991 خلال حرب الخليج الثانية بين القوات المدرعة لجيش الولايات المتحدة وجيش العراق.
تعود تسمية المعركة بهذا الاسم إلى قرية بصية العراقية التي تقع على مفترق طرق حاسم ومعقل للجيش العراقي. تتألف القرية من أربعين إلى خمسين مبنى وتقع معظمها على طول الطريق الرئيسي بين الشمال والجنوب. دافعت عنها وحدة مشاة عراقية بحجم كتيبة عززتها دبابات تي-55 وناقلات جنود مصفحة وعناصر من كتيبة مغاوير عراقية. كانت القرية محصنة بشكل كبير بأعشاش الرشاشات ومواقع للقتال. تم وضع 12 دبابة عراقية و12 مركبة مدرعة أخرى في مواقع إستراتيجية في القرية وحولها. امتدت الخنادق على بعد خمسمائة متر جنوب القرية لتقوية محيطها.

## الخلفية
قام اللواء الثاني المعروف باسم «اللواء الحديدي» من الفرقة المدرعة الأولى الأمريكية وهو جزء من الفيلق بقيادة الجنرال فريدريك م. فرانكس الابن بأخذ بلدة بصية. كان يتوجب على اللواء التحرك شمالا والاستيلاء على بلدة بصية ومن ثم الانتقال مع بقية اللواء إلى هجوم «موقع بيثون» حيث سيضرب الحرس الجمهوري لصدام حسين شمال الكويت.

## المعركة
في مساء يوم 25 فبراير 1991 وفي الصباح الباكر من 26 فبراير 1991 تم قصف الأهداف العراقية بالقنابل.
في الفجر عند الساعة 6:30 صباحا في 26 فبراير 1991 تحركت فرقة العمل باتجاه خط المرحلة سماش في ضواحي بصية. خطوط المرحلة هي مراجع الخرائط التي تحدث كل بضعة كيلومترات المستخدمة لقياس التقدم المحرز في عملية هجومية. الفرقة القتالية الرابعة والخمسون قامت بتطهير حقلين من حقول الألغام مما أدى إلى الاقتراب من المدينة. في الساعة 7:40 صباحا وصلت فرقة العمل إلى خط المرحلة سماش. عند عبور أربعة كيلومترات إلى بصية ألقت قذائف الهاون الأمريكية قذائف الدخان فوق المواقع العراقية.
استسلم العديد من الجنود العراقيين على الفور تقريبا عندما اقتحمت قوات من فرقة العمل 2-70 قوات بصية. أطلقت الفصيلة الكشافة من طراز تف 2-70 حريقا قمعيا على القرية ورد العراقيون بإطلاق نيران الأسلحة الصغيرة من داخل القرية لكنه لم يكن فعالا. ظلت الفصيلة في مكانها للقبض على العديد من العراقيين المسلحين الهاربين.
مجموعة ألفا درع 4-70 بقيادة الكابتن فيل ثيلر انتقلت على الجانب الأيسر وواجهت دبابتي تي-55 والعديد من المركبات الأخرى المجنزرة وفصيل من الجنود العراقيين المفككين. أطلقت النيران من الخنادق العراقية ولكن مع اقتراب الدبابات استسلم الجنود العراقيون.
مجموعة برافو المشاة 6/6 شاهدوا الدبابات والشاحنات داخل المدينة وكذلك تي-62 في الخارج إلى الشمال. مجموعة باء اجتاحت باستخدام الاستطلاع عن طريق النار. في المقابل تلقت بعض النيران غير الفعالة من الأسلحة الصغيرة ولاحظت أن هاون عراقي ظهر على بعد حوالي 150 مترا من الخط الأمامي لمركباتها.
بقية فرقة العمل درع 4-70 («الأسود السوداء» بقيادة المقدم ويليام س. فيك) تقدمت على الجناح الأيمن. بينما انتقلوا إلى الهجوم مع إطلاق النيران أفادت مجموعة مجموعة العمل 4-70 عن دبابتين والعديد من الجنود العراقيين المستسلمين. لم يشتبكوا بالمركبات لأن موقع فرقة المشاة 6/6 لم يتم تأكيده. مع مواصلة تقدمهم واجهوا ودمروا دبابات تي-55 مهجورة على مسافة قريبة. بسبب تأخر دبابات برادلي عن المسير بسبب حقل ألغام فإن مجموعة العمل كافحت لتجاوز العقبة إلى اليسار. بعد تحرير القرية من جهة الشمال انضمت الأسود السوداء لبقية القوة وأعادوا الاتصال مع فوكس على اليمين.
مجموعتي تشارلي والدلتا بقيادة النقيب جيمس غولدبرغ والنقيب باتريك فيس انتقلتا إلى الأمام جنبا إلى جنب. قيل لكلا القائدان بالبحث عن خمس تي-55. وجدوا الدبابات على بعد 300 متر فقط بينما كانت تي-55 تخرج من مخابئها للاشتباك مع قوات غولدبيرغ وفيس. فتحت مجموعتي جيم ودال النيران. تم تدمير كل دبابات تي-55.
بينما أوشكت فرقة العمل على تحقيق الهدف فقد تم توجيه الأمر للواء الكتيبة بالتحرك على وجه السرعة شمالا من أجل تحرير صندوق قتال لراجمة صواريخ ستصل القرية. دفعت المقاومة المستمرة ضد 6-6 من داخل القرية وابل المدفعية. كانت المجموعة الرئيسية قادرة على التحرك بسرعة ولكن عناصر المشاة المسؤولين عن احتجاز أسرى الحرب أخرت مهمة إطلاق النيران. في الساعة 8:50 صباحا كان المربع واضحا وتم تنفيذ مهمة المدفعية. في هذه المرحلة واصل اللواء الحديدي التحرك نحو شمال شرق القرية.
خلال معركة بصية أسر درع 2-70 16 جنديا للعدو ودمر العديد من المركبات لتشمل 7 دبابات ودوريتين ودبابة BMD-1 و25 مركبة بعجلات. دمر درع 4-70 خمس دبابات وعدة مركبات عراقية أخرى.
بعد بصية واصل اللواء التحرك نحو شمال شرق البلاد للوصول إلى خط المرحلة نيو مكسيكو. في حوالي الساعة 1230 وشرق بيثون توقفت فرقة العمل للتزود بالوقود وإعادة الإمداد. واصل اللواء الحديدي القتال في معركة قمة المدينة في اليوم التالي.

## في الثقافة الشعبية
- ظهرت نسخة درامية من معركة بصية في حلقة الموسم التاسع من المسلسل التلفزيوني الملفات الغامضة بعنوان بعد النظر.[2]